# Георги Тодоров (художник)
Вижте пояснителната страница за други личности с името Георги Тодоров.
Георги Тодоров Тодоров-Жози е български художник, сценограф и актьор.

## Биография
Георги Тодоров е роден в град Бургас на 10 февруари 1944 г. Завършва през 1975 година ВИИИ „Н. Павлович“ със специалност сценография. До 2010 г. участва като художник в 44 български филма.

## Филмография

### Като актьор
- Записки по едно предателство (2023) - заловен турчин
- Живи комини (2018) - историкът
- Приятелите на Емилия (1996) – продавач
- Мера според мера (1981), 7 серии – попът Кочо
- Мера според мера (1981), 3 серии – попът Кочо
- Авантаж (1977) – стажант-модел
- ...И дойде денят (1973) – политзатворник

### Като художник (сценограф)
- Отвъд чертата (тв, 2003)
- Граница (1994)
- Черно-бяло (тв, 1983)